# Висока текстилна струковна школа за дизајн, технологију и менаџмент Београд
Висока текстилна струковна школа за дизајн, технологију и менаџмент (скраћено ДТМ) једна је од државних високих школа у Београду, посвећена школовању кадра за текстилну индустрију. Налази се у улици Старине Новака 24.

## Историја
Друштво инжењера и техничара текстилаца је у мају 1957. године образовало сталну комисију за школство чији је задатак био да проучи који су кадрови потребни индустрији и да осмисли школску мрежу за стварање нових и унапређење постојећих стручњака. Садашња висока школа је започела рад као Виша техничка текстилна школа 1958. године. Општи смер су 1960—1961. заменила два одсека, Механичко–текстилни и Хемијско–текстилни. Први захтеви за увођење конфекцијско–трикотажног смера су се појавили 1965. године, али, услед недостатка средстава, реализовани су 1974. године. Одсек Дизајн за текстил и одећу је уведен 1993. године, Менаџмент и управљање квалитетом у текстилној индустрији 1994. године, а Моделарско–конструкторски смер 1998. године.
У складу са Болоњском декларацијом, студије су 2002. године продужене на шест семестара. Године 2007. је извршена прва акредитација школе и успостављена су четири студијска програма: Дизајн текстила и одеће, Текстилна технологија, Одевна технологија са два модула, Технолошким и Моделарско–конструкторским, и Менаџмент у текстилној индустрији.
У оквиру реформе високог струковног образовања коју је покренуло Министарство просвете Републике Србије, 2019. године је постала један од одсека Академије техничко–уметничких струковних студија у Београду, са три програма основних струковних студија: Дизајн текстила и одеће, Текстилно инжењерство и Менаџмент у текстилној индустрији, као и три програма мастер струковних студија: Дизајн текстила и одеће, Текстилно инжењерство и Менаџмент у модној индустрији, акредитован 2022. године.
У свом саставу има амфитеатар са сто двадесет места и библиотеку, лабораторије за испитивање текстила за хемију и хемијске технологије, атеље за цртање и сликање и за дизајн текстила и одеће, кабинет за моделовање одеће, радионицу за штампање текстила и ткање и рачунарски кабинет. У склопу школе делује едукациони центар који реализује стручне курсеве из области дизајна, технологије и менаџмента.